# General Magic
A General Magic egy amerikai elektronikai cég volt, amelyet Bill Atkinson, Andy Hertzfeld és Marc Porat alapított. A General Magic története – egy dicsőséges kudarctörténet. A cég Mountain View-ben (Kalifornia) született meg, és ott is múlt ki: mindenek előtt azért, mert megelőzte a korát. Hiába dolgozott ott a Szilícium-völgy színe-java, egyszerűen nem léteztek még azok az eszközök, melyekkel be tudták volna váltani jövőbelátó terveiket.
A General Magic fő terméke a Magic Cap  operációs rendszer volt, amelyet a Motorola Envoy PDA-nál és a Sony Magic Link PDA-nál használtak 1994-től.
A cég 1990–2002 között működött. Számtalan – később világhírűvé vált – munkatársa itt kezdte a pályáját.
...egy napon amit csinálunk, jelentéktelennek fog tűnni,
és ez azt jelenti, hogy sikerrel jártunk.

## A törzsgárda
Bill Atkinson, Andy Hertzfeld, Marc Porat, Susan Kare, Steve Jobs, Paul Allen, Bruce Leak, Darin Adler, Phil Goldman, Joanna Hoffman, Megan Smith, Tony Fadell, John Sculley, Kevin Lynch.

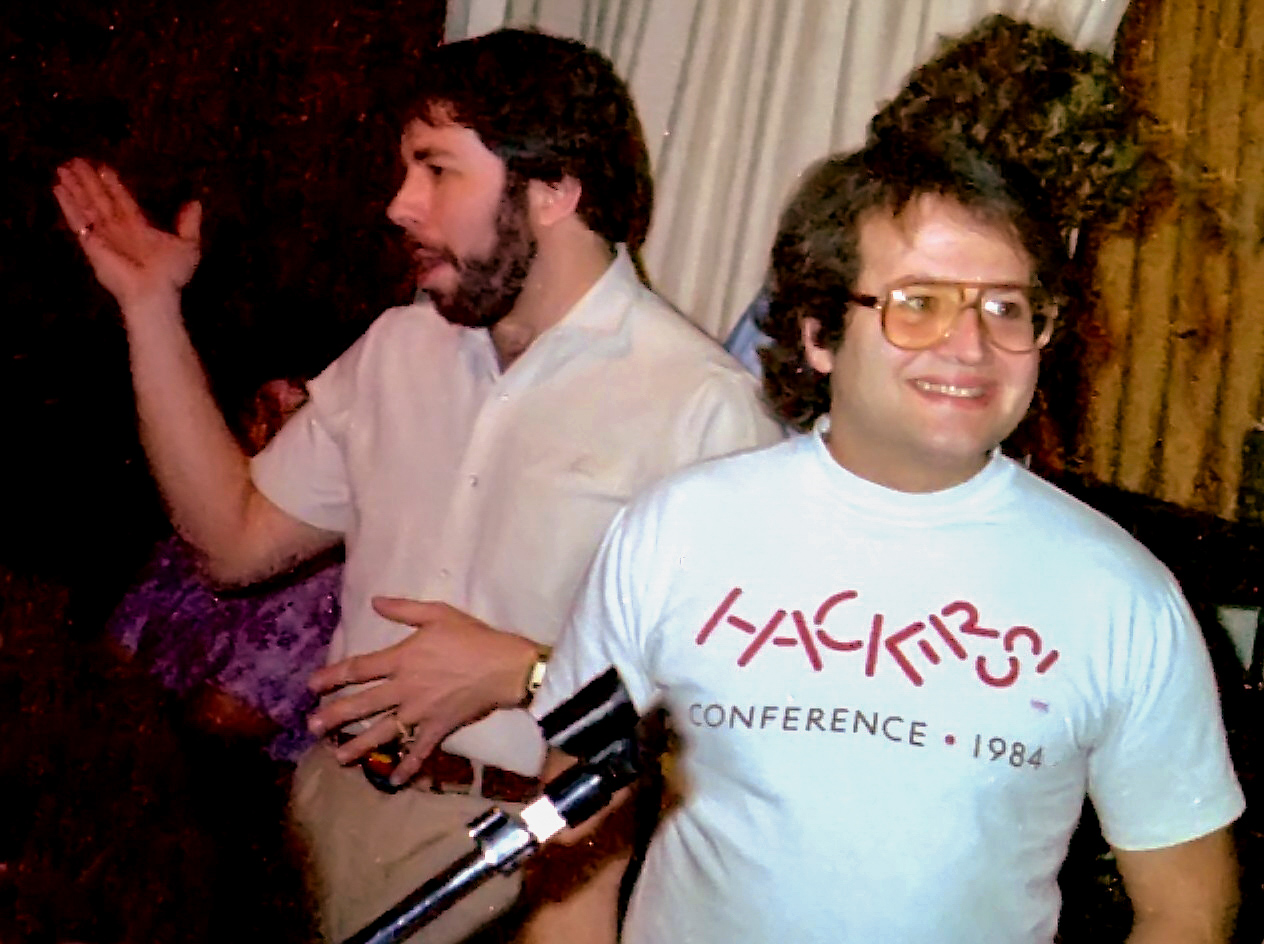
Steve Wozniak és Andy Hertzfeld
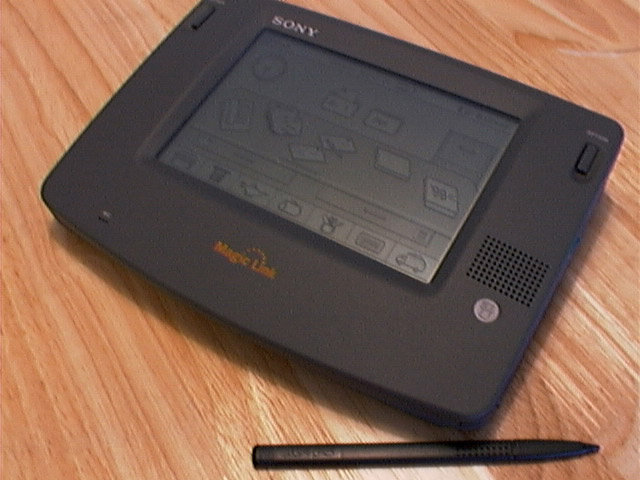
General Magic's PDA
Susan Kare